# Petra Procházková
Petra Procházková (rozená Švábová, provdaná Paikarová,  * 20. října 1964 Český Brod) je česká novinářka a humanitární pracovnice. Známou se stala krizovým zpravodajstvím z asijských a afrických válečných konfliktů. Do roku 2001 referovala z čečenské války na Kavkaze a poté působila do roku 2006 v Afghánistánu. Téměř 30 let psala pro Lidové noviny, než v roce 2018 přešla do Deníku N.

## Profesní život
Po maturitě na gymnáziu vystudovala Fakultu žurnalistiky Univerzity Karlovy. Doktorkou filozofie se stala v lednu 1989 za práci na téma kreslených seriálů, s důrazem na vývoj časopisu Čtyřlístek. Do té doby pracovala v časopise Květy, odkud však byla v polovině ledna 1989 propuštěna za účast na Palachově týdnu. Následně začala pracovat v Lidových novinách jako reportérka domácí rubriky. V roce 1992 byla vyslána do Ruska, kde pracovala jako zahraniční korespondentka. Působila také jako válečná zpravodajka, její první reportáže pocházely z Abcházie.
V roce 1994 spolu s Jaromírem Štětinou založili soukromou novinářskou agenturu Epicentrum. Začala pracovat s kamerou a natočila různé reportáže. Přispívala do Lidových novin, slovenského deníku SME, týdeníku Týden a dalších časopisů. Podávala zprávy a svědectví o konfliktech v Osetii, Abcházii, Gruzii, Tádžikistánu, Náhorním Karabachu, Afghánistánu, ale i o uprchlických táborech a vypálených kurdských vesnicích v Kurdistánu. Dokázala se dostat i mezi gerilové bojovníky na Východním Timoru. Několik let se zajímala o problematiku Čečenska a v roce 1994 byla také očitým svědkem bombardování Grozného ruskou armádou. V době útoku militantů pod vedením Šamila Basajeva na město Buďonnovsk a obsazení zdejší nemocnice se s několika novináři nabídla jako rukojmí místo pacientů nemocnice.
V roce 2000 přerušila zpravodajskou práci a po dobu jednoho roku se intenzivně věnovala nezávislé humanitární práci v Grozném. Zde založila dětský domov pro padesát válečných sirotků, o které se stále stará. V témže roce ji ruské úřady označily jako personu non grata, a musela tak Rusko opustit. V roce 2001 a 2002 byla zpravodajkou a korespondentkou v Afghánistánu.
Spolu s Janou Hradilkovou založila v roce 2001 občanské sdružení Berkat (čečensky „štěstí“), které pomáhá dětem, ženám a dalším v Čečensku, Afghánistánu i uprchlíkům v České republice.
Od roku 2014 byla zpravodajkou Lidových novin na Ukrajině. V září 2018 oznámila po 27letém působení v redakci Lidových novin odchod, a to kvůli aféře s údajně vládou podstrčeným textem podporujícím pozici předsedy vlády a nepřímého vlastníka vydavatelského domu MAFRA Andreje Babiše. Začátkem října 2018 pak oznámila své působení v Deníku N.

## Osobní život
Poprvé byla vdaná za Čecha. Druhý manžel Čečenec Ibragim Zjazykov, s nímž se starala o dětský domov v Grozném, byl unesen na Kavkaze. V roce 2001 byla po nástupu Putinova režimu z Ruska vyhoštěna pro „nadržování Čečencům“. V roce 2003 se vdala za humanitárního pracovníka a dokumentaristu Paikara Paikara z Afghánistánu. Do Česka se vrátili roku 2006 v souvislosti s narozením syna Zafara.

## Ocenění
- 1997 – novinářská Cena Ferdinanda Peroutky[8]
- 1998 – Novinářská křepelka
- 2000 – Cena Karla Havlíčka Borovského[9][10]
- 2000 –   medaile Za zásluhy prezidenta České republiky, III. stupeň (2000)
- 2001 – Cena primátora Plzně za lidská práva[11]
- 2006 – Cena Gratias Agit za šíření dobrého jména ČR v zahraničí
- 2023 –  Řád čestné legie[12]

## Dílo
- Aluminiová královna (2003) – Rozhovory s ženami – Ruskami a Čečenkami – oběťmi rusko-čečenské války. Text je autentickým svědectvím o změně, kterou projdou obyčejné lidské osudy, když jejich soukromý svět ze dne na den změní válka.
- Frišta (2004) – Vyprávění z Afghánistánu po pádu totalitního režimu Talibů. Příběh ženy napůl Rusky napůl Tádžičky provdané do Afghánistánu je typickým příkladem člověka, který se pokouší ve svém soukromí spojit takzvanou západní civilizaci s východní kulturou. Frišta není kladná hrdinka v tom pravém smyslu, ani její muž není zloduch, despota a padouch, ani cizinci, kteří zasáhli v dobré víře, ale s přesvědčením, že jen oni jsou nositeli pokroku, do jejich soukromí, nezpůsobili nic úmyslně. Všichni nakonec chtěli pro ty druhé to nejlepší… jen vůbec nechápali, po čem „ti druzí“ opravdu touží. Na motivy románu vznikl v roce 2021 film Moje slunce Mad.